# Chi phí lao động trực tiếp
Chi phí lao động trực tiếp hay Chi phí nhân công trực tiếp là một phần của hóa đơn tiền lương hay bảng lương là chi phí liên quan đến việc sản xuất sản phẩm, một yêu cầu làm một việc cụ thể hoặc cung cấp một dịch vụ nào đó. Ngoài ra, cũng có thể xem nó như là chi phí hoàn thành công việc bởi những công nhân thực sự tạo ra sản phẩm trên dây chuyền sản xuất.

## Xác định chi phí lao động trực tiếp
- Lập kế hoạch công việc sẽ được thực hiện.
- Mô tả nội dung công việc, bằng cách chỉ ra kỹ năng, kiến thức, v.v.
- Công việc phù hợp với nhân viên.

## Sử dụng
Chi phí lao động trực tiếp là một phần của chi phí sản xuất.

## Tính toán chi phí lao động trực tiếp
Trong chi phí lao động trực tiếp chúng ta cần phải có thời gian và tiền lương công việc, chúng tôi sẽ trả cho công nhân để tính toán chi phí lao động trực tiếp như trong công thức này:-
```

  

    

      

        

          
Chi phí lao động trực tiếp

        

        
=

        

          
thời gian làm việc

        

        
×

        

          
lương

        

      

    

    
{\displaystyle {\text{Chi phí lao động trực tiếp}}={\text{thời gian làm việc}}\times {\text{lương}}}

  

```

## Lương
Tiền lương là khoản thanh toán được trả cho công nhân mỗi giờ như là một khoản phải trả cho công việc đã hoàn thành.

## Tính toán thời gian công việc
Thời gian làm việc cần được đo bằng một trong các cách sau:
1. nghiên cứu thời gian
2. lấy mẫu công việc
3. Hệ thống thời gian chuyển động xác định trước